# Yakeshi
Yakeshi (chiń. 牙克石; pinyin Yákèshí) – miasto na prawach powiatu w północno-wschodnich Chinach, w regionie autonomicznym Mongolia Wewnętrzna, w prefekturze miejskiej Hulun Buir. W 1999 roku liczba mieszkańców miasta wynosiła 420 125.
W mieście rozwinął się przemysł spożywczy, drzewny oraz chemiczny. Ponadto ludność miasta zajmuje się wyrobem dywanów.